# أندريا أقوستينيلي
أندريا أقوستينيلي (بالإيطالية: Andrea Agostinelli)‏ (20 أبريل 1957 بأنكونا في إيطاليا - ) هو مدرب كرة قدم ولاعب كرة قدم إيطالي في مركز الوسط. شارك مع منتخب إيطاليا تحت 21 سنة لكرة القدم. أما مع النوادي، فقد لعب مع أتالانتا ونادي أفيلينو ونادي بيستويسي ونادي جنوى ونادي لاتسيو ونادي ليتشي ونادي مانتوفا ونادي مودينا ونادي نابولي وAS Lodigiani ‏.

## وصلات خارجية
- أندريا أقوستينيلي على موقع قاعدة بيانات كرة القدم.إي يو (الإنجليزية)